# Paul Carrack
Paul Melvyn Carrack é um cantor, compositor e multi instrumentista inglês. Dono de uma voz diferenciada, já fez partes de vários grupos ao longo de sua carreira, como : Ace, Squeeze, Mike and the Mechanics, e Roxy Music, além de sua bem sucedida carreira solo. Paul está em atividade desde os anos 60 até os dias de hoje.
Canções como "The Living Years" e "Over My Shoulder" são destaques em uma lista de belas canções, que na maioria das vezes também são composições de Paul.

## Discografia

### Álbuns solo
- 1980 - Nightbird
- 1982 - Suburban Voodoo
- 1987 - One Good Reason
- 1989 - Groove Approved
- 1996 - Blue Views
- 1997 - Beautiful World
- 2000 - Satisfy My Soul
- 2001 - Groovin'
- 2002 - Still Groovin
- 2003 - It Ain't Over
- 2005 - A Soulful Christmas - Paul Carrack & The SWR Big Band
- 2005 - Winter Wonderland - Paul Carrack & The SWR Big Band]
- 2007 - Old, New, Borrowed and Blue
- 2008 - I Know That Name -
- 2010 - A Different Hat - Paul Carrack with The Royal Philharmonic Orchestra